# Bowmanville—Oshawa-Nord
Pour les articles homonymes, voir Oshawa (homonymie).
Circonscription électorale fédérale du Canada
Bowmanville—Oshawa-Nord ((en) Bowmanville—Oshawa North) est une circonscription électorale fédérale canadienne située en Ontario.

## Géographie
La circonscription est créée en 2023 d'une partie de la circonscription de Durham. 
Elle consiste en une partie de la ville d'Oshawa au nord de la Taunton Road, ainsi que d'une partie de la ville de Clarington à l'ouest de la Darlington-Clarke Townline Road incluant la communauté de Bowmanville.

## Députés
| Législature                             | Années          | Député       | Parti | Parti        |
| --------------------------------------- | --------------- | ------------ | ----- | ------------ |
| Bowmanville—Oshawa-Nord issue de Durham |                 |              |       |              |
| 45e                                     | 2025 – en cours | Jamil Jivani |       | Conservateur |